# Expedición Eulenburg
La Expedición Eulenburg fue una misión diplomática llevada a cabo por Friedrich Albrecht zu Eulenburg en nombre de Prusia y la Unión Aduanera de Alemania en 1859-62. Su objetivo era establecer relaciones diplomáticas y comerciales con China, Japón y Siam

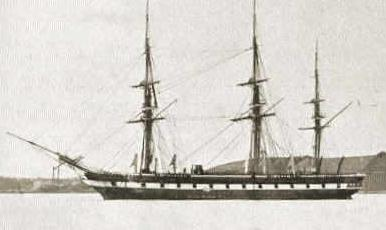
SMS Arcona.

## Antecedentes
En 1859, el rey príncipe Guillermo, que actuaba como regente de su hermano gravemente enfermo Federico Guillermo IV, Friedrich Albrecht nombró al Conde Eulenburg, Enviado Extraordinario para una misión de Prusia para Asia Oriental. 
Los principales participantes de la expedición fueron Friedrich Albrecht zu Eulenburg, Lucius von Ballhausen (doctor), Max von Brandt (agregado), Wilhelm Heine (pintor), Karl Eduard Heusner, Fritz von Hollmann, Werner Von Reinhold, Ferdinand von Richthofen y Gustav Spies.
La expedición contó con tres buques de guerra del Escuadrón de Asia Oriental prusiano, el SMS Arcona, el SMS Thetis y el SMS Frauenlob.

## Japón
Antes que la expedición incluso llegara a Japón, el Frauenlob se perdió en un tifón fuera de Yokohama, el 5 de septiembre de 1860, perdiendo toda su tripulación de cinco oficiales y 42 hombres, y los dos buques restantes decidieron anclar en la bahía de Edo. Las negociaciones con el shogunato fueron largas y duraron varios meses.
Antes de que se firmara el tratado, el conde Eulenburg sufrió otro revés. Durante las negociaciones con el shogunato, el conde Eulenburg había sido asistido por Henry C.J. Heusken, un intérprete estadounidense de origen holandés que solía trabajar para el cónsul de EE. UU. Townsend Harris. Después de cenar con el Conde de Eulenburg en la noche del 15 de enero de 1861, Heusken se dirigió a la Legación de Estados Unidos en el templo Zenpuku de Edo. Estaba acompañado por tres oficiales y cuatro peones montado teniendo linternas. La fiesta fue de repente una emboscada por siete shishis del clan Satsuma. Heusken sufrió heridas mortales a ambos lados de su cuerpo en la lucha. Montó un caballo,  galopando unos 200 metros hasta la Legación Americana, donde fue llevado dentro y tratado. Más tarde esa noche Heusken murió a causa de sus heridas.
Este revés no desbarató las negociaciones del tratado, y después de cuatro meses de negociaciones, el conde Eulenburg y representantes del shogunato firmaron el "Tratado de Amistad, Comercio y Navegación" el 24 de enero de 1861. El tratado se basa en otros tratados comerciales que Japón había firmado con otras potencias occidentales, y más tarde se cuenta como uno de los infames "tratados desiguales" que el Japón había sido obligado a firmar en el período Tokugawa.

## China
En mayo de 1861, la expedición de Eulenburg llegó a Tianjin, donde el conde Eulenburg inició negociaciones con el Zongli Yamen para un tratado comercial con el Imperio Qing. Esto no fue en un momento muy bueno para China, ya que Gran Bretaña y Francia acababan de invadir Pekín en la segunda guerra del Opio y el emperador Xianfeng todavía estaba en el exilio en Chengde. Las negociaciones se llevaron tres meses y el emperador murió a finales de agosto. Por último, el 2 de septiembre de 1861, el conde Eulenburg y el representante de la dinastía Qing Chonglun firmó un tratado comercial con el Imperio Qing, que fue el modelo del Tratado de Tianjin francés. En el tratado, Prusia representaba a toda la Unión Aduanera de Alemania y el tratado sería aplicable a las Sino-German relations hasta la Primera Guerra Mundial, cuando el tratado fue repudiado por China.

## Siam
Cuando la expedición llegó a Siam, la delegación, se había previsto por el rey Mongkut por un año. Él "expresó su alegría y le preguntó sobre el número y tamaño de los buques de guerra, inmediatamente después, le preguntó si los prusianos mantenían colonias o tenían la intención de adquirirlas." La pregunta de respuesta negativa "lo consoló: era mucho más encantado de ganar nuevos amigos desinteresados como los anteriores sólo se hizo difícil" (Fritz Conde de Eulenburg). Después de una larga estancia, el 17 de febrero de 1862 Fritz Conde de Eulenburg firmaron un Tratado a nombre de Prusia, los Estados de la Unión Aduanera y Mecklemburgo.

## Resultado
Varios participantes en la expedición, incluyendo al Eulenburg mismo, escribió relatos de la expedición de Asia Oriental. Ferdinand von Richthofen más tarde observó que 64 de los oficiales de la Marina que participaron en la expedición, 23 pasaron a tener rango considerable en los últimos años.